# Вієво (гміна)
Гміна Вієво (пол. Gmina Wijewo) — сільська гміна у північно-західній Польщі. Належить до Лещинського повіту Великопольського воєводства.
Станом на 31 грудня 2011 у гміні проживало 3722 особи.

## Територія
Згідно з даними за 2007 рік площа гміни становила 61.37 км², у тому числі:
- орні землі: 70.00%
- ліси: 16.00%

Таким чином, площа гміни становить 7.63% площі повіту.

## Населення
Станом на 31 грудня 2011:
| Опис     | Загалом | Загалом | Чоловіки | Чоловіки | Жінки | Жінки |
| -------- | ------- | ------- | -------- | -------- | ----- | ----- |
| одиниця  | осіб    | %       | осіб     | %        | осіб  | %     |
| все      | 3722    | 100     | 1897     | 50.97    | 1825  | 49.03 |
| міське   | 0       | 100     | 0        |          | 0     |       |
| сільське | 3722    | 100     | 1897     | 50.97    | 1825  | 49.03 |

## Сусідні гміни
Гміна Вієво межує з такими гмінами: Влошаковіце, Всхова, Пшемент, Слава.